# Servon-sur-Vilaine
Servon-sur-Vilaine (tiếng Breton: Servon, Gallo: Servon) là một xã của tỉnh Ille-et-Vilaine, thuộc vùng Bretagne, miền tây bắc nước Pháp.

## Dân số
Người dân ở Servon-sur-Vilaine được gọi là Servonnais.
| Năm | 1962 | 1968 | 1975 | 1982 | 1990 | 1999 | 2004 |
| --- | ---- | ---- | ---- | ---- | ---- | ---- | ---- |
| Dân số | 1257 | 1284 | 1503 | 1995 | 2494 | 2916 | 3253 |
| From the year 1962 on: No double counting—residents of multiple communes (e.g. students and military personnel) are counted only once. |      |      |      |      |      |      |      |